# 莱霍纳
莱霍纳（西班牙語：Lejona）是西班牙巴斯克自治区比斯开省的一个市镇。总面积9平方公里，总人口28381人（2001年），人口密度3153人/平方公里。